# NGC 458
NGC 458 (другое обозначение — ESO 51-SC26) — рассеянное звёздное скопление в созвездии Тукан. Открыто 6 сентября 1826 года шотландским астрономом Джеймсом Данлопом, работавшим в Австралии. Описывается Дрейером как «довольно тусклый и крупный объект, круглой формы, с заметно более яркой серединой».
NGC 458 является одним из разнообразнейших звёздных скоплений, позволяющим проверить различные теории звёздной эволюции для звёзд в диапазоне масс 2—9 M☉. Ядро скопления в области диаметром менее 65″ состоит из 1056 звёзд. Возраст скопления оценивается в 110 миллионов лет.
Этот объект входит в число перечисленных в оригинальной редакции «Нового общего каталога».